# Таксон
Таксон у биологији означава се систематиком препозната група живих бића. Научно препознавање и именовање таксона задатак је таксономије, која се наслања на резултате биолошке систематике. Различите представе о систематици воде до различитих таксономских приказа, а тиме и до алтернативних резултата код научног имена таксона. Због традиције, задржана су имена која се наслањају на латински и грчки језик. Сама ријеч таксон изведена је из грчког τάττειν (татеин) за „уређивање“, „ређање“.

## Формални таксони
Формални таксони се у темељу разликују од правих таксона. Први су такве групе живих бића који на темељу систематике нису прихваћени као хомогена група, али их се из практичних разлога и даље води под заједничким именом. Примјери таквих формалних таксона су:
- бескичмењаци (invertebrata), чија је заједничка особина да немају кости. У ову групу којој је име дао Жан Баптист Ламарк спада далеко највећи дио свих животињских врста. Бескичмењаци су како сунђери (Porifera), тако и инсекти (Insecta) и Asteroidea, а међусобно су врло удаљени сродници и не граде природно сродну групу.
- лишајеви (Mycophycophyta) су симбиотске заједнице гљива и алги, и као такве, нису самостална жива бића. Састоје се од два темељно различита партнера. Упркос томе, дијелом су до данас засебни, јединствени таксон, с припадајућим потподјелама на родове и врсте.
- несавршене гљиве (Fungi imperfecti) (Deuteromycota), које су скупна група за све гљиве које или немају структуре сексуалног размножавања или су њихови путеви размножавања још непознати. Дијелом обухватају чак и бесполни стадијум развоја гљива које су иначе потпуно способне за сполно размножавање. Велики дио организама ове групе према развојној историја припада другим групама као што су Ascomycota или Basidiomycota.
- протисти (Протиста), група живих бића која се може негативно дефинисати као укупност свих организама с правом ћелијским једром (Eukaryota) која нису ни животиње (Animalia), ни гљиве (Fungi) а нити биљке (Plante). Често их се назива и једноћелијским организмима, иако се у тој групи налазе и бројни вишећелијски организми. У ту групу спадају и смеђе алге (Phaeophyta) које су међу највећим живим бићима на земљи.

Код фосилних облика због њихове често непотпуне очуваности тешко је могуће тачно одређивање припадности врсти у традиционалном смислу. У таквом случају се код првог описивања формира паратаксон: то су формални таксони, описани само на темељу остатака које није могуће уврстити у одређени таксон. У палеоботаници и палеозоологији наводе се према облику парцијалним именима, што се означава као паратаксономија.
Данас углавном није спорно да се у наведеним случајевима ради о формалним таксонима. Но питање што се може сматрати правим таксоном значајно је проблематичније и зависи од темељног приступа систематици. Оно што је из угла гледања једне систематике пуноважни таксон, из перспективе друге систематике може бити тек једна формална група.

## Синоними
Најлакше се рјешавају оне различитости до којих долази само на темељу кориштења синонима у давању назива. Тако могу два биолога у двије различите регије срести исту врсту и дати јој два различита имена, или се може спознати да су двије раздвојене популације иста врста а сматране су различитим врстама. Тако је на примјер пољски зец (Lepus europaeus) с временом добио четрдесет два научна назива (синонима). Друга могућност је да се на темељу нових научних спознаја утврди да неко груписање које се сматрало застарјелим ипак чини прави таксон, али стари назив можда стољећима није био коришћен, био је заборављен, а таксону дато ново име. У таквим случајевима усваја се најстарији назив, док сви каснији називи постају синоними важећи или не. 
Може се догодити и обрнути случај, да два различита таксона добију исто име. И овдје важи правило да таксон који је први добио одређено име, наставља да носи то име, а таксон који је то име добио касније, добија ново име. Док се то не догоди, увријежило се, бар у ботаници, да се уз име врсте дода и скраћеница имена, или пуно име, научника који је врсту први описао. 
За ваљаност једног таксона од већег су значења размишљања о питањима систематике како утврдити критеријуме која група живих бића доиста чини један таксон, а која не. Почетком 21. стољећа као најважнији систем увријежила се класична и филогенетска таксономија. Њено коришћење у утврђивању разлика према класичној систематици се идеализује; у биолошкој пракси користе се оба система паралелно или се та два система комбинују.